# 牧口常三郎
牧ロ 常三郎（まきぐち つねさぶろう、1871年7月23日（明治4年6月6日）- 1944年（昭和19年）11月18日）は、日本の教育者、宗教家。

## 経歴

### 生い立ち
1871年7月23日（明治4年6月6日）、柏崎県刈羽郡荒浜村（現：新潟県柏崎市）で渡辺長松・イネの長男として誕生。出生名は渡辺 長七（わたなべ ちょうしち）。1877年、親戚である牧口善太夫の養子となる。

### 尋常小学校教師
1885年に尋常小学校を卒業後、単身、北海道へ職を求めて渡る。小樽警察署の給仕をしながら苦学の末に、1891年、札幌の北海道尋常師範学校（現：北海道教育大学）第一学部3学年に編入。
1893年、常三郎（つねさぶろう）と改名。同年3月に卒業し、母校の付属小学校の教師となる。当時24歳であった1895年、牧口熊太郎の二女クマ（当時18歳）と結婚。1901年、母校の助教諭となる。

### 『人生地理学』発刊
1902年、国粋主義で知られる地理学者の志賀重昂の門を叩く。1903年、人間の生活と地理との関係を論じた『人生地理学』を32歳で発刊。牧口は志賀に校正・批評を依頼し、志賀は同著に序文を寄せた。同著は新渡戸稲造や柳田國男らの目に留まることになり、新渡戸宅で開催された「郷土会」にも牧口は名を連ねている。地理学者である牧口と民俗学者である柳田が共に研究・現地調査を行った記録も残されている。

### 白金小学校校長
1905年、教職を辞して上京する。富士見、東盛、大正、西町、三笠、白金、新堀の各小学校の校長を歴任。1912年には『郷土科研究』を発刊。1916年、信仰の道を求め、田中智学の講演を聞くため東京・鶯谷の国柱会館へ何度か通う。
1920年、牧口のもとを戸田城聖（後の創価学会第2代会長）が訪問。牧口は戸田を同校の代用教員（訓導）として採用する。1922年、白金尋常小学校に転勤する。

### 日蓮正宗との出会い
1928年、目白商業学校校長であり南池袋の日蓮正宗常在寺に所属する法華講「大石講」の三谷素啓に折伏を受ける。「釈迦が説いた釈迦滅後の仏教変遷の予言が日蓮によって実証されたこと」と「正しい宗教（法華経）に基づく人間変革を基盤に社会を変革するという『立正安国』の思想」に強く共鳴し、日蓮正宗に入信する。牧口は戸田を折伏し、戸田もほぼ同じ時期に入信する。
1931年、牧口は日蓮正宗寺院中野教会所（後の昭倫寺）の住職堀米泰栄と5年に亘り、毎週共同で仏書を研究し信仰に励む。
牧口は、宗教の価値を「実験証明」することであると強く主張した。
| 「 | 「宗教というものは体験する以外にわかるものではない」 「水泳をおぼえるには、水に飛び込む以外にない。畳の上では、いくら練習しても実際にはおぼえられない。勇気を出して自ら実験証明することです」 | 」 |

### 『創価教育学体系』発刊
1930年11月18日、『創価教育学体系』第1巻を刊行する。なお、創価学会はこの日を創価教育学会設立の日としている。1931年、教職を辞し、宗教・教育活動に専念。同年に出版した『創価教育学体系』第2巻（『価値論』）で唱えた「創価教育学」は、新渡戸稲造や柳田國男らから評価された。
牧口は著書において「人生の目的は価値創造にある」という理念を唱え、価値の対象として「美・利・善」を挙げている。これはヴィンデルバンド（新カント学派代表）の価値体系である「真・善・美」と一線を画すものである。「真理は認識の対象であり価値の当体ではない。主体と客体の関係の中にこそ価値は存在する」として、新カント学派の説く「真」の代わりに「利」の価値を説いた。

### 創価教育学会創立
創価教育学体系の刊行を機に、「創価教育学支援会」が結成された。同会には『創価教育学体系』を高く評価した新渡戸稲造、柳田國男、犬養毅ら28名が参加した。
1936年4月30日、教育者による創価教育学会春季総会を開催し、機関紙『新教』を発刊。同紙は7月号から『教育改造』と改題される。1939年12月、麻布の菊水亭にて創価教育学会の事実上の第1回総会を開催。

### 検挙・獄死
1941年には機関誌『価値創造』を発刊するが、翌年廃刊。戦時下の特別高等警察による監視が続けられる中で、牧口は国内各地において大善生活実験証明座談会を開催し、戦前の最盛期には、後の創価学会の最高幹部となる和泉覚、辻武寿、原島宏治、小泉隆らを含め、3000人の会員を擁すまでとなる。
1943年5月、神社神道を批判したことで機関誌『新教』が廃刊となる。6月、日蓮正宗総本山大石寺に呼ばれた牧口と戸田らは、管長鈴木日恭と堀日亨同席の下、庶務部長から「学会も一応、神札を受け取るようにしてはどうか」と申し渡されるが、これを拒絶する（神札問題）。その後、創価教育学会は登山を禁止された。
同年7月6日、伊豆下田での座談会開催直後、伊勢神宮の神札を祭ることを拒否したために、治安維持法違反並びに不敬罪の容疑で下田警察署に連行される。同日、戸田らも検挙。この一連の弾圧で21名の幹部が検挙された。牧口は獄中においても転向を拒否し、1944年11月18日、東京拘置所内の病監で栄養失調と老衰のため死去した。

## 死後

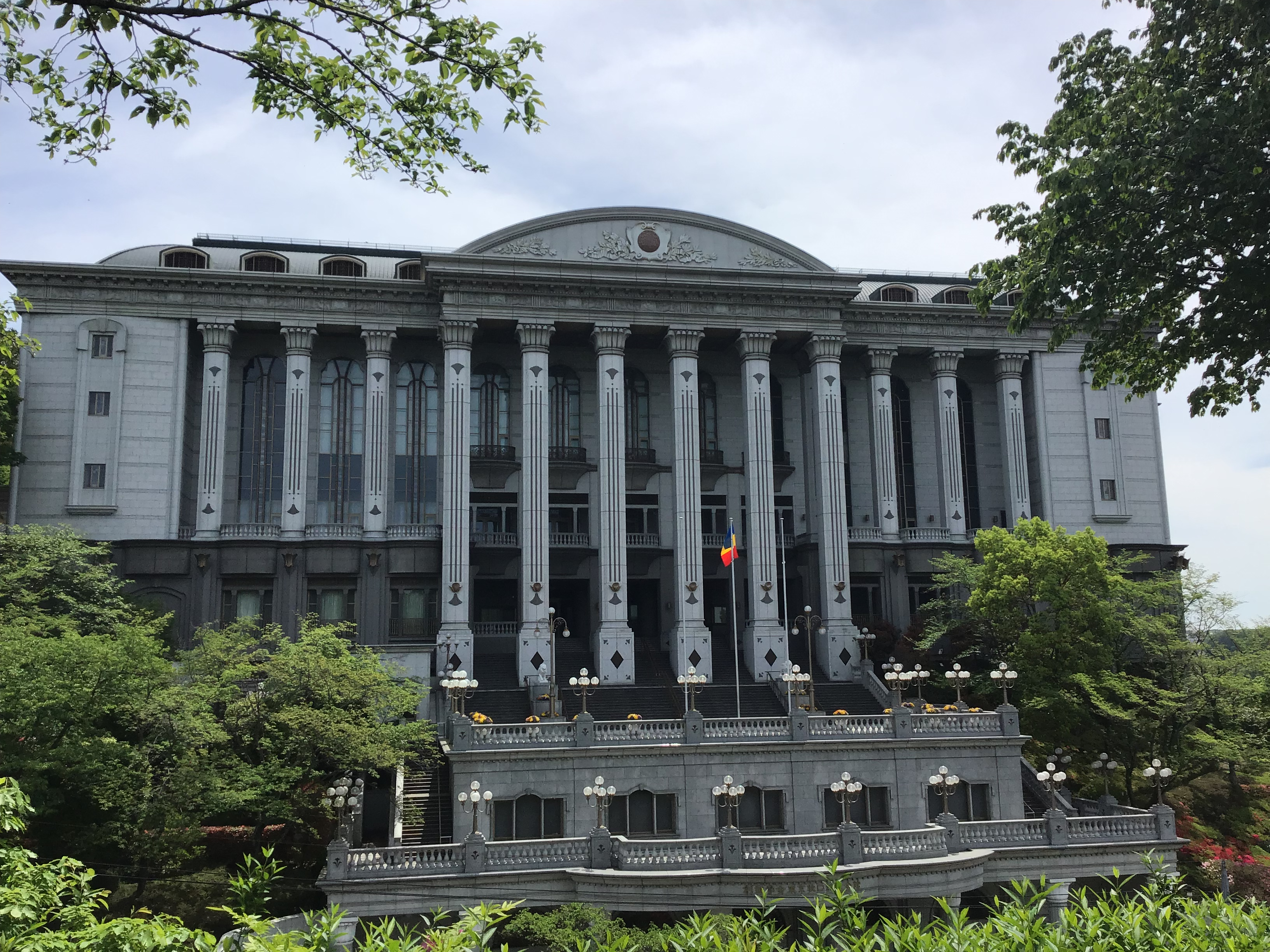
創価学会東京牧口記念会館(八王子市)

死後は創価学会初代会長とみなされ、また殉教者として尊敬されている。毎年11月18日は「殉教の日」とされる。また1993年10月には、八王子市に牧口を記念して創価学会東京牧口記念会館が開館した。
墓地は東京都八王子市の日蓮正宗高尾墓園の特別区画および日蓮正宗大石寺にある。墓園のほうには遺骨が入っていない。墓園は、1963年創価学会が寄進し、1980年正信会による管理になり、1999年日蓮正宗による管理が裁判で確定し、正信会による事実上の管理が継続中である。1970年1月18日、墓園の墓79基が荒らされていたのが発見され、牧口の墓石も倒されていた。警視庁は創価学会に恨みを持つ者の犯行として捜査を行った。

## 著作
- 『人生地理学』（文会堂、1903年刊）
- 『教授の統合中心としての郷土科研究』（以文館、1912年刊）
- 『地理教授の方法及内容の研究』(1916年)
- 『創価教育学体系』（創価教育学会・冨山房、1930年 - 1934年刊）
- 『牧口常三郎全集』（東西哲学書院、1965年刊）
- 『牧口常三郎全集』（第三文明社、1981年 - 1997年刊）